# Josefa Celsa Señaris
Josefa Celsa Señaris (2 de noviembre de 1965) es una herpetóloga venezolana. Es la directora del Museo de Historia Natural La Salle de Caracas, y directora nacional de investigaciones de la Fundación La Salle.
En 1990, obtuvo su licenciatura en Biología, por la Universidad Central de Venezuela, y el doctorado en Biología, en la Universidad de Santiago de Compostela, en España, en julio de 2001.

## Taxonesdescriptos
- Arthrosaura testigensis Gorzula & Señaris, 1999
- Celsiella vozmedianoi Ayarzagüena & Señaris, 1997
- Cercosaura nigroventris Gorzula & Señaris, 1999
- Hyalinobatrachium guairarepanense Señaris, 2001
- Hyalinobatrachium mondolfii Señaris & Ayarzagüena, 2001
- Hypsiboas jimenezi Señaris & Ayarzagüena, 2006
- Hypsiboas rhythmicus Señaris & Ayarzagüena, 2002
- Metaphryniscus Señaris, Ayarzagüena & Gorzula, 1994
- Metaphryniscus sosai Señaris, Ayarzagüena & Gorzula, 1994
- Myersiohyla aromatica Ayarzagüena & Señaris, 1994
- Myersiohyla inparquesi Ayarzagüena & Señaris, 1994
- Oreophrynella cryptica Señaris, 1995
- Oreophrynella nigra Señaris, Ayarzagüena & Gorzula, 1994
- Oreophrynella vasquezi Señaris, Ayarzagüena & Gorzula, 1994
- Oreophrynella weiassipuensis Señaris, Nascimento & Villarreal, 2005
- Riolama uzzelli Molina & Señaris, 2003
- Stefania oculosa Señaris, Ayarzagüena & Gorzula, 1997
- Stefania percristata Señaris, Ayarzagüena & Gorzula, 1997
- Stefania riveroi Señaris, Ayarzagüena & Gorzula, 1997
- Stefania satelles Señaris, Ayarzagüena & Gorzula, 1997
- Stefania schuberti Señaris, Ayarzagüena & Gorzula, 1997
- Tepuihyla aecii Ayarzagüena, Señaris & Gorzula, 1993
- Tepuihyla Ayarzagüena, Señaris & Gorzula, 1993
- Tepuihyla edelcae Ayarzagüena, Señaris & Gorzula, 1993
- Tepuihyla galani Ayarzagüena, Señaris & Gorzula, 1993
- Tepuihyla luteolabris Ayarzagüena, Señaris & Gorzula, 1993
- Tepuihyla rimarum Ayarzagüena, Señaris & Gorzula, 1993
- Vitreorana castroviejoi Ayarzagüena & Señaris, 1997

## Algunas publicaciones
1992
- j. Ayarzagüena, j. Celsa Senaris, s. Gorzula. 1992: El grupo Osteocephalus rodriguezi de las tierras altas de la Guayana venezolana: descripción de cinco nuevas especies. Memoria de la Sociedad de Ciencias Naturales La Salle, 52:113-142
- j. Ayarzagüena, j. Celsa Senaris, s. Gorzula. 1992: UN nuevo género para les especies de grupo Osteocephalus rodriguezi (Anura: Hylidae). Memoria de la Sociedad de Ciencias Naturales La Salle, 52:213-221

1993
- j. Ayarzagüena, j. Celsa Senaris, s. Gorzula. 1993: Un nuevo género para las especies del "grupo Osteocephalus rodriguezi" (Anura: Hylidae). Memoria de la Sociedad de Ciencias Naturales La Salle, 52(138):213-221
- j. Celsa Senaris, j. Ayarzagüena. 1993: Una nueva especie de Centrolenella (Anura: Centrolenidae) del Auyan-tepuy, Estado Bolívar , Venezuela. Memoria de la Sociedad de Ciencias Naturales La Salle, 53(139):121-126

1994
- j. Ayarzagüena, j. Celsa Senaris. 1994: Dos nuevas especies de Hyla (Anura: Hylidae) para las cumbres tepuyanas del Estado Amazonas, Venezuela. Memoria de la Sociedad de Ciencias Naturales La Salle, 139:127-146
- j. celsa Senaris, j. Ayarzagüena, s. Gorzula. 1994: Los sapos de la familia Bufonidae (Amphibia: Anura) de las tierras altas de la guayana venezolana: descripción de un nuevo género y tres especies. Publicaciones de la Asociación Amigos Doñana. 3:1-37

1995
- j. Celsa Señaris. 1995: Una nueva especie de Oreophrynella (Anura: Hylidae) de la cima del Auyan-tepui, Estado Bolívar, Venezuela. Memoria de la Sociedad de Ciencias Naturales La Salle, 53(140):177-183

1996
- j. celsa Señaris, j. Ayarzagüena, s. Gorzula. 1996: Revisión taxonómica del género Stefania (Anura: Hylidae) en Venezuela, con la descripción de 5 nuevas especies. Publicaciones de la Asociación Amigos Doñana. 1:1-57

- 1998
- s. Gorzula, j. Celsa Senaris. 1998: Contribution to the herpetofauna of the Venezuelan Guayanal. Database. Scientia Guaianae 8, xviii+270+32
- o.m. Lasso-Alcalá, c.a. Lasso, j. Celsa Senaris}}. 1998: Aspectos de la biología y ecología de la curvinata Plagioscion squamosissimus (Heckel, 1840) (Pisces: Sciaenidae), en los llanos inundables del Estado Apure, Venezuela. Memoria de la Sociedad de Ciencias Naturales La Salle, 58(149):3-33

1999
- j. celsa Señaris. 1999: Aportes al conocimiento taxonómico y ecológico de Amphisbaena gracilis Strauch, 1881 (Squamata: Amphisbaenidae) en Venezuela Memoria de la Fundación La Salle de Ciencias Naturales LIX(152):115-120
- j. celsa Señaris. 1999: Una nueva especie de Hyalinobatrachium (Anura: Centrolenidae) de la cordillera de la costa, Venezuela Memoria de la Fundación La Salle de Ciencias Naturales LIX(152):133-147

2001
- josefa c. Señaris, j. Ayarzagüena. 2001: Una nueva especie de Hyalinobatrachium (Anura: Centrolenidae) de la Cordillera de la Costa, Venezuela. Memoria de la Fundación La Salle de Ciencias Naturales 59(152):133–147
- josefa c. Señaris, j. Ayarzagüena. 2001: Una nueva especie de rana de cristal del género Hyalinobatracium (Anura: Centrolenidae) del delta del río Orinoco. Revista de Biología Tropical, 49(3):1007-1017

2002
- osvaldo Villarreal, j. Celsa Senaris, carlos Donascimiento. 2002: Contribución al conocimiento faunístico del Wei-Assipu-Tepui, macizo del Roraima, con énfasis en la anurofauna y opiliofauna. Boletín Soc. Venezolana Espel, 36:46-50. artículo disponible en línea ISSN 0583-7731
- josefa c. Señaris, j. Ayarzagüena. 2002: A new species of Hyla (Anura: Hylidae) from the Venezuelan Guayana Highlands. Journal of Herpetology 36(4):634-640
- josefa c. Josefa, c. Barrios 2002: Distribution (Anura): Hyla calcarata. Herpetological Review, 33(1):61

2003
- w.e. Duellman, j. Celsa Senaris. 2003: A new species of glass frog (Anura: Centrolenidae) from the Venezuelan Guayana. Herpetologica, 59:247–252
- c. Molina, j. Celsa Senaris. 2003: Una nueva especie del género Riolama (Reptilia: Gymnophtalmidae) de las tierras altas del Estado Amazonas, Venezuela. Memoria de la Fundación La Salle de Ciencias Naturales, 155:5-19

2004
- josefa c. Señaris, j. Ayarzagüena. 2004: Contribución al conocimiento de la anurofauna del delta del Orinoco, Venezuela: diversidad, ecología y biogeografía. Memoria de la Fundación La Salle de Ciencias Naturales, 157:129-152

2005
- j. Celsa Senaris, Ayarzagüena. 2005: Revisión taxonómica de la Familia centrolenidae (Amphibia; Anura) de Venezuela. 337 pp. Publicaciones del Comité Español del Programa Hombre y Biosfera. Red IberoMaB de la UNESCO. Sevilla, España

2007
- carlos a. Lasso, j, elsa Senaris, e. alonso Leeanne. 2007: Evaluación rápida de la biodiversidad de los ecosistemas acuáticos en la confluencia de los ríos Orinoco y Ventuari, estado Amazonas (Venezuela). Vol. 30 de RAP Bull. of biological assessment. Conservation International Rapid Assessment Program. Ed. ilustr. de Conservation International, 240 pp. ISBN 1-881173-46-1

2009
- carlos a. Lasso, j. Celsa Senaris, ana liz Flores. 2009: Evaluación rápida de la biodiversidad de los ecosistemas acuáticos de la cuenca alta del río Paragua, Estado Bolívar, Venezuela. Vol. 49 de RAP Bull. of biological assessment. Edición ilustrada de Conservation International, 308 pp. ISBN 1-934151-13-0

2010
- carlos a. Lasso, j. Celsa Senaris, anabel Rial. 2010: Evaluación rápida de la biodiversidad de los ecosistemas acuáticos de la cuenca alta del río Cuyuni, Guayana Venezolana. Vol. 55 de RAP Bull. of Biological Assessment/ Bol. RAP de Evaluación Biológica. Conservation International Rapid Assessment Program Series. Editor Conservation International, 235 pp. ISBN 1-934151-36-X

## Honores
Miembro:
- Cofundadora de Provita
- Comité Venezolano del MAB de UNESCO
- Comité nacional para el diseño de la Estrategia de Conservación de los anfibios venezolanos
- Programa Promoción al Investigador (SPI), desde 1995 hasta el presente

### Epónimos
- Tepuihyla celsae Mijares-Urrutia, Manzanilla & La Marca, 1999
- Celsiella Guayasamin, Castroviejo-Fisher, Trueb, Ayarzagüena, Rada & Vilà, 2009

## Abreviatura (zoología)
La abreviatura Señaris  se emplea para indicar a Josefa Celsa Señaris como autoridad en la descripción y taxonomía en zoología.